# آوان (کمون)
آوان (به فرانسوی: Awoingt) یک کمون در فرانسه است که در canton of Cambrai-Est واقع شده‌است. آوان ۶٫۳۱ کیلومتر مربع مساحت دارد ۶۰ متر بالاتر از سطح دریا واقع شده‌است.